# Lisa la végétarienne
Vous lisez un « bon article » labellisé en 2012.
Lisa la végétarienne (en version québécoise et française, ou Lisa the Vegetarian en version originale) est le cinquième épisode de la saison 7 de la série télévisée d'animation Les Simpson. Il est diffusé pour la première fois sur le réseau Fox aux États-Unis le 15 octobre 1995. Dans l'épisode, Lisa décide d'arrêter de consommer de la viande après s'être prise d'affection pour un agneau dans un petit zoo. Ses camarades de classe et sa famille ne la prennent alors pas au sérieux mais, après avoir reçu le soutien d'Apu, de Paul et de Linda McCartney, elle décide de devenir végétarienne.
Réalisé par Mark Kirkland, Lisa la végétarienne est le premier épisode de la série complètement écrit par David X. Cohen. David Mirkin, le show runner de l'époque, apporte son soutien à l'épisode car il vient de devenir végétarien lui-même. L'ancien membre des Beatles, Paul McCartney et sa femme d'alors, Linda, font office de guest stars dans l'épisode. La condition pour que Paul McCartney apparaisse dans Lisa la végétarienne est que Lisa reste végétarienne pour le reste de la série. L'épisode fait plusieurs références à sa carrière musicale et son titre Maybe I'm Amazed est joué au cours du générique.
Lisa la végétarienne termine à la 47e place des audiences de la semaine du 9 au 15 octobre 1995, avec un score sur l'échelle de Nielsen de 9,03, l'équivalent d'environ 8,63 millions de ménages ayant vu l'épisode. L'épisode est le quatrième programme le mieux classé de la semaine sur le réseau Fox. Dans l'ensemble l'épisode reçoit des critiques positives et remporte deux récompenses : un Environmental Media Award et un Genesis Award, pour avoir mis en lumière des causes environnementales et animales.

## Synopsis
La famille Simpson visite un petit zoo lorsque Lisa tombe nez à nez avec un agneau. Le soir-même, Marge propose des côtelettes d'agneau mais Lisa est dérangée par la relation entre le plat et son homologue vivant, et annonce alors qu'elle ne mangera plus jamais de viande. En retour, son frère Bart et son père Homer n'arrêtent pas de la taquiner. La réaction à l'école n'est pas mieux : lorsque Lisa demande de la nourriture végétarienne à la cantine, le principal Skinner la baptise du nom de « perturbatrice ». La classe est alors forcée de regarder le film de propagande La Viande et vous, dans lequel joue Troy McClure et qui critique le végétarisme. Lisa n'est pas sensible au film et ses camarades se moquent d'elle.
Homer et Bart continuent de lui faire vivre un enfer à la maison, particulièrement lorsque Homer organise un barbecue avec un cochon grillé. Ils font aussi une chenille en chantant On se fait pas de potes à coup de salade !. Le jour du barbecue, Lisa prépare un gaspacho pour les invités afin qu'il serve d'alternative à la viande mais tout le monde se moque d'elle. Furieuse et profondément blessée, elle monte sur une tondeuse autoportée et fuit en emportant le cochon rôti. Homer et Bart la poursuivent mais elle lance le cochon dans une pente et ils arrivent trop tard. Le cochon passe à travers des buissons et une rivière, puis est expulsé dans les airs par aspiration dans le déversoir d'un barrage.
À la maison, Homer gronde Lisa pour avoir ruiné sa fête et elle lui reproche de servir un plat à base de viande. Ils se disputent et elle finit par quitter la maison, se déclarant la seule « dans le vrai ». Durant son escapade, Lisa pense qu'elle ne peut plus supporter la pression qu'elle endure pour manger de la viande. Elle entre dans le Kwik-E-Mart, prend un hot-dog et le croque. Cependant, Apu, lui-même végétarien, lui révèle qu'elle vient de manger un hot-dog avec des saucisses au soja. Apu lui fait prendre un passage secret menant sur le toit du mini-marché, où ils rencontrent Paul et Linda McCartney. Les McCartney expliquent qu'ils sont de vieux amis d'Apu depuis le voyage de Paul en Inde. Après une brève discussion sur la protection des animaux, Lisa est à nouveau convaincue à propos du végétarisme mais elle se rend compte qu'elle doit tolérer ceux qui sont en désaccord avec ses convictions. Revigorée, Lisa rentre à la maison après avoir trouvé Homer la cherchant partout. Elle s'excuse auprès de son père, reconnaissant qu'elle n'avait pas à ruiner son barbecue. Il la pardonne et lui offre un retour à la maison « à dos de cheval » ou plutôt « à dos de légume ». Le générique de fin apparaît alors avec en arrière-plan le cochon toujours en train de voler.

## Production

### Scénario

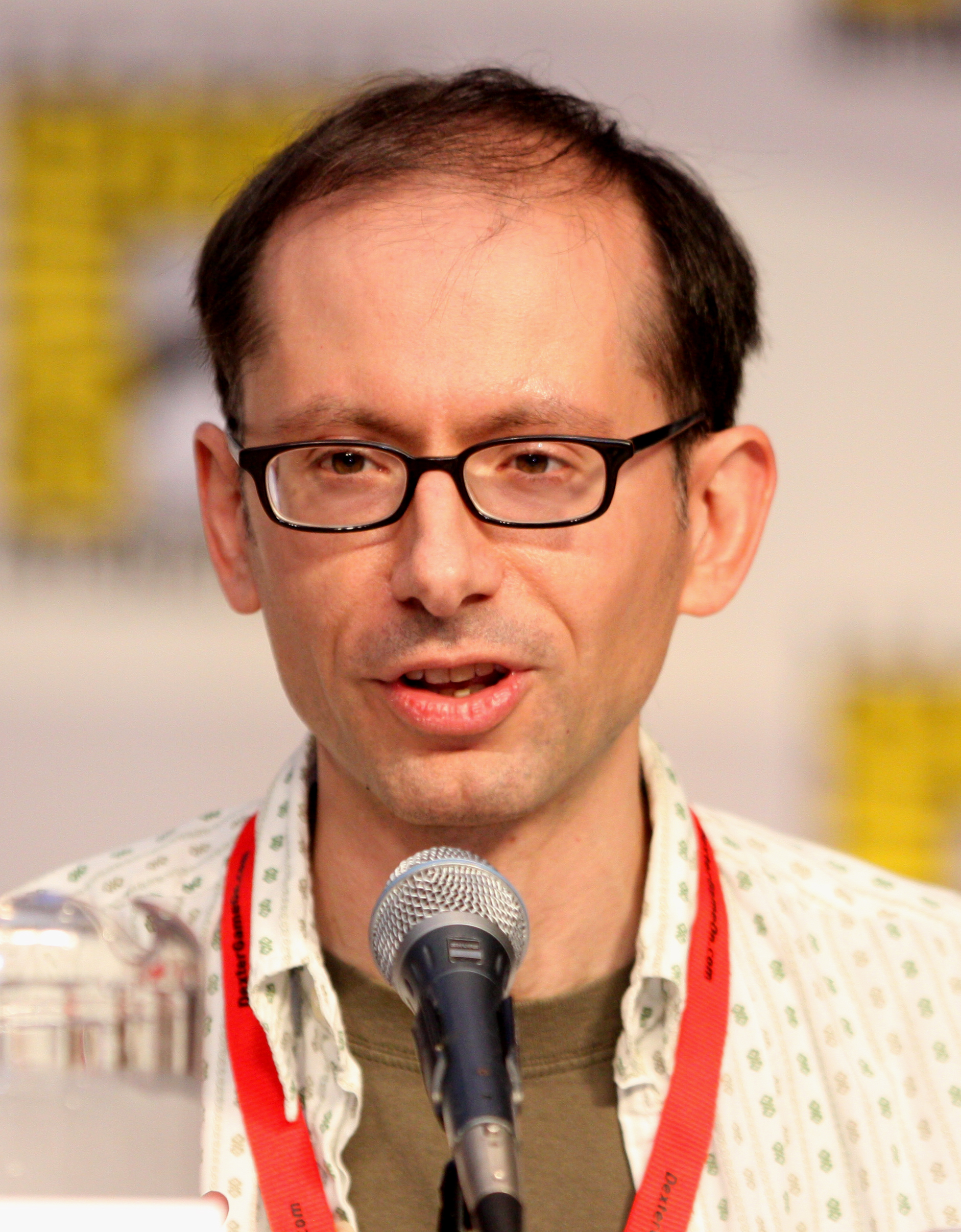
Premier épisode entièrement écrit par David X. Cohen.

Lisa la Végétarienne est le premier épisode entièrement écrit par David X. Cohen. Sa participation la plus importante à la série avant cet épisode était la section Cauchemar à la cafétéria dans l'épisode de la sixième saison, Simpson Horror Show V. L'idée du scénario de Lisa la végétarienne lui vient alors qu'il travaille sur le script d'un autre épisode des Simpson. Pressé de déjeuner, il n'arrive plus à se concentrer sur sa tâche et griffonne au dos du script sur lequel il travaille : « Lisa devient végétarienne ? ». Il montre sa note au scénariste de la série Brent Forrester, qui apprécie immédiatement l'idée. Le show runner David Mirkin approuve lui aussi l'histoire lorsque Cohen la lui raconte. Mirkin lui-même vient juste de devenir un végétarien et avouera plus tard que plusieurs des expériences de Lisa dans l'épisode sont basées sur les siennes.
Le scénariste Bill Oakley suggère la scène du barbecue. La première ébauche de Cohen contient une discussion plus philosophique entre Homer et Lisa sur l'absorption de viande mais Oakley lui exhorte d'utiliser dans l'histoire quelque chose de plus spécifique pour servir de base à la dispute entre Lisa et son père. George Meyer, un scénariste connu parmi le personnel des Simpson pour ses « blagues bizarres sur la physique », contribue à l'idée du cochon qui se retrouve coincé dans le déversoir du barrage puis éjecté dans les airs. Cohen attribue à l'écrivain John Swartzwelder l'inspiration de la scène dans laquelle Homer trouve impossible de croire que le bacon, le jambon et les côtelettes de porc puissent provenir du même animal. Selon Cohen, elle est basée sur une véritable déclaration faite par Swartzwelder, qui n'arrêtait pas de dire à quel point le porc est incroyable pour la variété de morceaux de viande qui en proviennent.

### Doublage

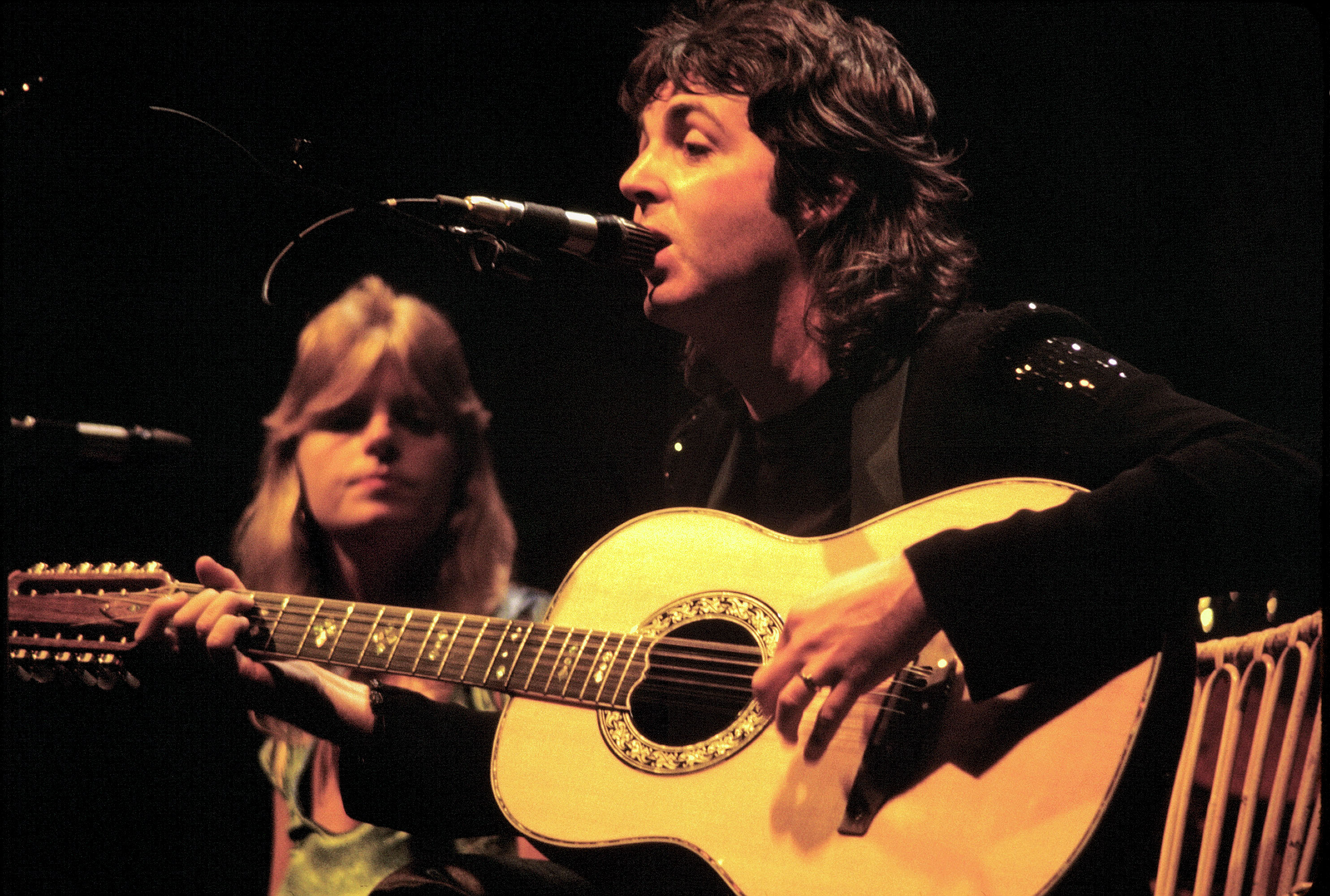
Paul et Linda McCartney, invités de l'épisode.

À l'époque où l'épisode est écrit, Paul McCartney est le seul membre vivant des Beatles à n'être jamais apparu dans les Simpson, à part John Lennon, qui est mort avant que la série ne soit créée. En effet, Ringo Starr est apparu dans l'épisode Le Pinceau qui tue en 1991 et George Harrison en 1993 dans l'épisode Le Quatuor d'Homer,,. Le personnel des Simpson désire inviter McCartney dans un épisode et David Mirkin pense que Lisa la végétarienne pourrait lui correspondre depuis que Paul McCartney est lui-même devenu végétarien. McCartney accepte d'apparaître à condition que Lisa reste végétarienne dans les épisodes suivants,,. L'équipe lui promet qu'elle restera végétarienne,, devenant ainsi un des plus importants changements permanents appliqués aux personnages de la série,. L'épouse de Paul McCartney, Linda est aussi invitée à apparaître dans l'épisode. Elle déclare à Entertainment Weekly que l'épisode est une chance pour elle et son mari de « répandre le mot « végétarien » à un plus large public ». Paul et Linda se disent tous deux être des adeptes de longue date des Simpson.
Mirkin avouera plus tard que l'enregistrement des McCartney est l'une des plus « incroyables » expériences de sa vie. Il se rend à Londres et rencontre le couple au studio de Paul, où ils passent une heure à enregistrer leurs répliques. Le créateur des Simpson, Matt Groening, devait se rendre avec Mirkin à Londres mais il a raté son vol. Groening explique qu'avoir McCartney ainsi que le reste des Beatles dans Les Simpson « est un rêve devenu réalité pour chacun d'entre nous ».
Le 17 avril 1998, Linda McCartney meurt du cancer à l'âge de 56 ans. L'épisode de la neuvième saison, Vive les éboueurs, diffusé le 28 avril 1998, lui est dédié. Le producteur délégué Mike Scully déclare : « Il a semblé que c'était la meilleure chose à faire. Tout le monde ici a été surpris et attristé par sa mort ».

### Réalisation et animation
L'épisode est réalisé par Mark Kirkland, qui s'intéresse à l'histoire car il n'a pas vu beaucoup d'épisodes de séries télévisées traitant du végétarisme. Les dessins de Paul et Linda McCartney sont inhabituels pour Les Simpson car l'un a les yeux marron et l'autre bleus, alors que la plupart des personnages des Simpson ont simplement des points noirs au centre des yeux en guise d'iris.
Dans une scène de l'épisode, Homer pulvérise le contenu de deux bouteilles d'essence à briquet sur son barbecue, permettant aux téléspectateurs d'anticiper une explosion lorsque Homer jettera une allumette sur la grille. Lorsqu'il jette effectivement son allumette, le barbecue s'enflamme pourtant à peine. Une scène semblable apparaît dans un épisode de la deuxième saison, le premier Simpson Horror Show, mais dans cet épisode, Homer utilise une seule bouteille et provoque une explosion. David Mirkin décide de réutiliser cette scène dans Lisa la végétarienne, en y ajoutant de nouveaux rebondissements afin d'accentuer l'effet comique. Les croquis utilisés pour Simpson Horror Show sont réutilisés afin d'aider les animateurs à animer la scène.

### Critiques

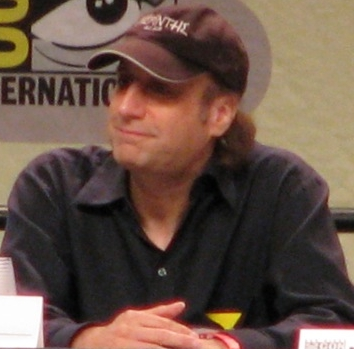
Lisa la végétarienne est l'un des épisodes préférés de David Mirkin.